# Unteres Schloss (Beilstein)

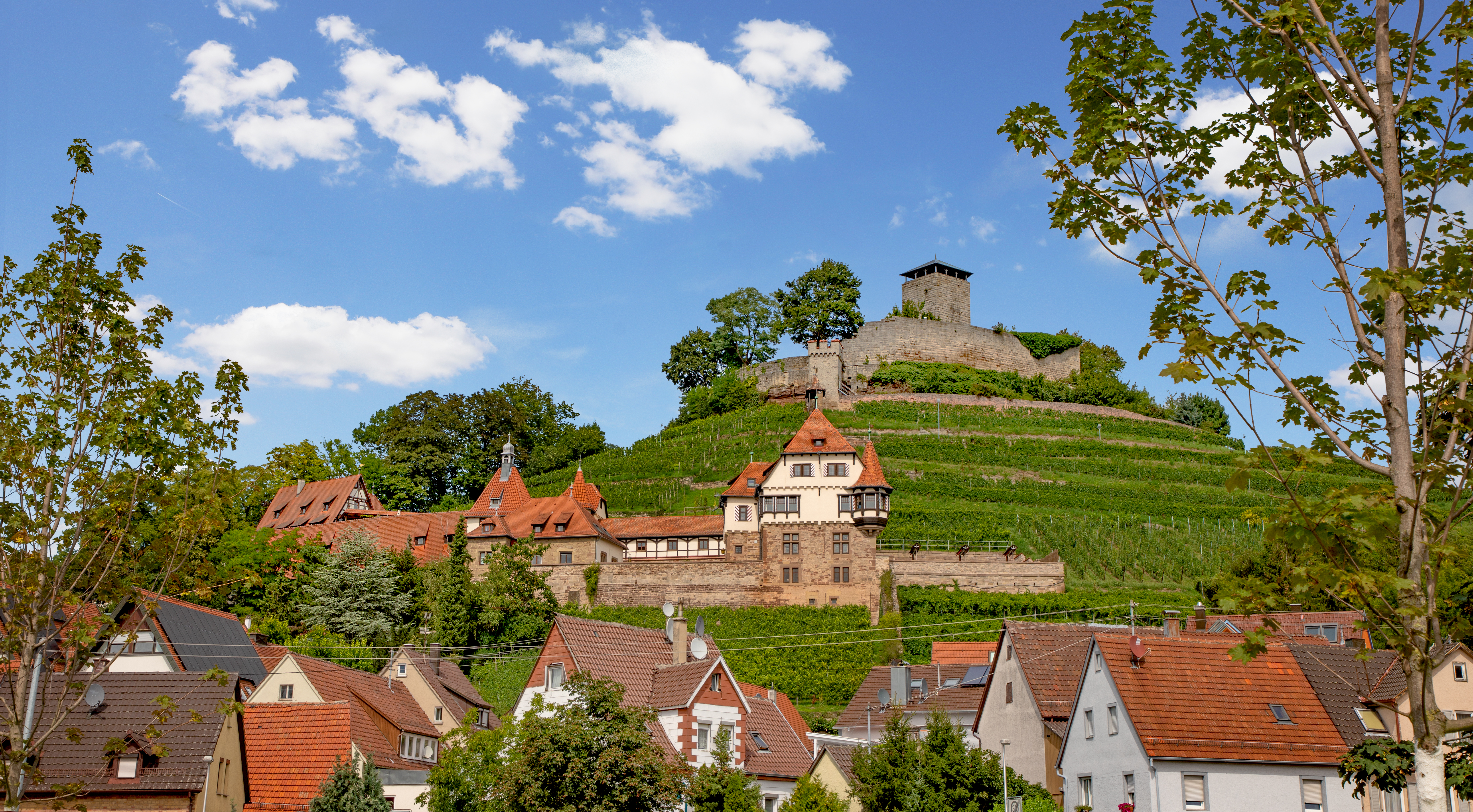
Das Untere Schloss auf halber Höhe zwischen Beilstein und der Burg Hohenbeilstein

Das Untere Schloss liegt in Beilstein im baden-württembergischen Landkreis Heilbronn. Es befindet sich auf halber Höhe zwischen dem Ort und der Burg Hohenbeilstein. Das Untere Schloss geht auf einen im 16. Jahrhundert erbauten Amtshof zurück, an dessen Stelle 1906 bis 1908 nach Plänen von Albert Benz eine Villa für den Fabrikanten Robert Vollmöller entstand. Das Untere Schloss ist seit 1957 als Haus der Kinderkirche Tagungsstätte der Evangelischen Landeskirche in Württemberg, die seit 1959 Eigentümerin des Gebäudes ist.

## Geschichte

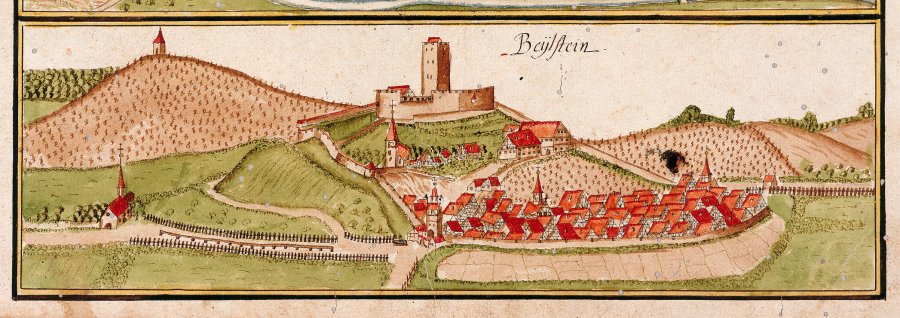
Auf der Ansicht von 1686 sind die alten Amtsgebäude unterhalb der Burg gut zu erkennen

Erste Amtsgebäude auf halber Höhe zwischen Burg und Stadt wurden vermutlich in der Zeit Eberhards im Barte im späten 15. Jahrhundert erbaut. Der Standort von Amtshaus, Kasten und Kellerei lag an der Stelle, an der die Schenkelmauer zwischen Burg und Stadt in die Stadtmauer überging. 1569 berichtete der Beilsteiner Vogt über die Baufälligkeit des Kastens, wenig später über den schlechten Zustand des Amtshauses. 1572 stürzte die Stadtmauer unterhalb des Amtshauses ein. 1577 wurde ein neues Amtshaus gebaut.
Amtshaus und Kasten gingen beim Angriff des französischen Heeres während des Pfälzischen Erbfolgekriegs 1693 mit der restlichen Stadt in Flammen auf. Beim Wiederaufbau hat man 1699 ein neues Amtshaus an der Hauptstraße unweit des Rathauses erbaut. Das abgebrannte Amtshaus am Berg wurde nur notdürftig wiederhergestellt und diente wohl nur noch Lagerzwecken.
1898 erwarb der Fabrikant Robert Vollmöller die Burg Hohenbeilstein. In den Folgejahren hat Vollmöller sukzessive nahezu den gesamten Burgberg erworben. Zunächst ließ er das alte Pfarrhaus der Magdalenenkirche zu einem Landhaus umbauen. 1905 erwarb er auch das alte Amtshaus, an dessen Stelle von 1906 bis 1908 auf den alten Grundmauern eine herrschaftliche Villa nach Plänen von Albert Benz im Stil des Historismus entstand.
Vollmöller bewohnte die Villa als Landsitz bei seinen Aufenthalten in Beilstein. Er hatte weitreichende Pläne zum Wiederaufbau der Burg Hohenbeilstein, der auch nach Plänen von Benz erfolgen sollte. Dazu ließ Vollmöller ein Buch über die Geschichte der Burg Hohenbeilstein von August Holder verlegen, das zahlreiche Fotos von der unterhalb der Burg gelegenen Villa enthielt und diese dem geschichtlich interessierten Publikum auch überregional bekannt machte. Seine weiteren Pläne konnte Vollmöller jedoch nicht mehr verwirklichen. Zum einen hatte der vermögende Investor die Missgunst der Beilsteiner auf sich gezogen, die nun Widerstand gegen Vollmöllers Pläne leisteten: 1908 ereignete sich ein Brandanschlag auf einige bereits rekonstruierte Gebäude der Burg, im selben Jahr blieb Vollmöller der angestrebte Kauf der alten Magdalenenkirche zur Abrundung seines Besitzes am Burgberg verwehrt und auch sein Plan zur Ansiedlung einer Fabrik in Beilstein fand im Gemeinderat keine Zustimmung. Zum anderen setzte sein Tod 1911 allen Plänen ein Ende.
Die Villa blieb nach Vollmöllers Tod noch längere Zeit im Besitz seiner Nachkommen, so wohnte hier u. a. von 1914 bis 1916 seine Tochter Mathilde Vollmoeller-Purrmann mit Familie. Zuletzt wurde es von seiner Tochter Elisabeth bis zu deren Tod 1957 bewohnt. Deren in die USA ausgewanderte Sohn Jürgen Wittenstein vermietete das Gebäude an die Evangelische Landeskirche, die darin das Haus der Kinderkirche als Tagungsstätte einrichtete. Am 29. Dezember 1959 erwarb die Landeskirche das Gebäude und baute es um. 1961 wurde es wiedereröffnet. Heute gehört das Untere Schloss dem Württembergischen Evangelischen Landesverband für Kindergottesdienst e. V., einem gemeinnützigen Dachverband für Kirche mit Kindern innerhalb der Evangelischen Landeskirche in Württemberg. Das Haus wird weiterhin als Tagungsort für Weiterbildungen im Bereich Kirche und Soziales genutzt, und als Location für Hochzeiten und Firmenveranstaltungen.

## Beschreibung

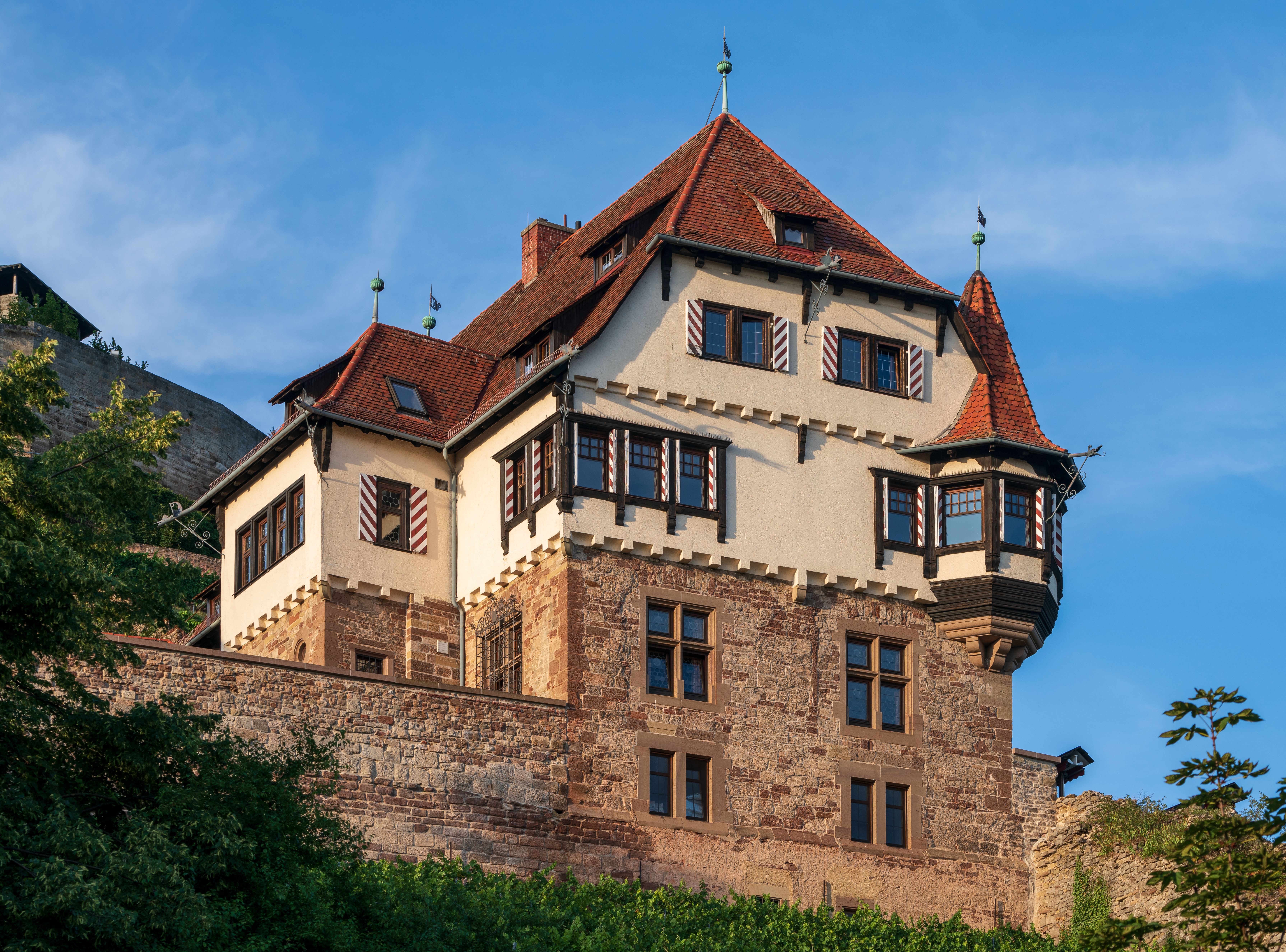
Detailaufnahme

Die Villa ist in wesentlichen Zügen dem Schlösschen in Höpfigheim nachempfunden und weist mit Arkadengängen, säulenbestandenem Rittersaal und Fachwerk-Ecktürmchen zahlreiche Merkmale der Burgen-Architektur auf, worauf die heutige Bezeichnung als Unteres Schloss gründet.
An den Baukomplex schließen sich links die alte Kelter und das zum Landhaus und später zum Verwaltungssitz der Kelter umgebaute alte Pfarrhaus an, die der Baugruppe am Berg das Gepräge eines Schlosses mit Wirtschaftshof geben.